# So Undercover
So Undercover ist ein US-amerikanischer Spielfilm aus dem Jahr 2012 mit Miley Cyrus in der Hauptrolle. Der Regisseur Tom Vaughan produzierte den Film in Zusammenarbeit mit der US-Filmgesellschaft Millennium Entertainment. Der Film wurde zuerst in den Vereinigten Arabischen Emiraten am 6. Dezember 2012 veröffentlicht. In den USA erschien der Film am 5. Februar 2013 direkt als Direct-to-Video. Der Film kam in nur neun Ländern ins Kino.

## Handlung
Molly Morris ist eine junge, gerissene Privatdetektivin, die die High School verließ, um ihrem Vater Sam, einem ehemaligen Polizisten, in seiner finanziellen Lage zu helfen, da dieser spielsüchtig ist. Als Molly einem LKW-Fahrer nachspioniert, wird sie von dem FBI-Agenten Armon Ranford angesprochen, der ihr einen Job anbieten will. Molly soll undercover in eine Studentinnen-Verbindung eingeschleust werden und Informationen über Alex Patrone einholen. Diese hat geheime Dokumente von ihrem Vater versteckt, der gegen einen ehemaligen Gangster aussagen soll. Molly lehnt den Auftrag ab, überlegt es sich aber anders, als sie erfährt, dass ihr Vater tausende von Dollars verspielt hat. Sie wird von Armon auf ihren Einsatz vorbereitet und von Bizzy neu eingekleidet und umgestylt. Außerdem erhält sie eine neue Identität als Brook Stonebridge.
An ihrem ersten Tag am College lernt sie die Sorority-Schwester Sasha Stolezinsky, die angeblich in Kroatien gemodelt hat, kennen. Auch Alex begegnet sie und sie tut so, als wären die beiden zusammen in ein Camp gegangen. Sie teilt sich ein Zimmer mit Becky Slotsky, die genauso wenig Bock auf die anderen Schwestern hat wie Molly. Am selben Tag lernt sie den charmanten Biker Nicholas Dexter kennen, der ein seltenes Motorrad fährt, das Molly aber kennt. Nicholas ist erstaunt und glaubt, dass sie keine Studentin sei. Molly verneint dies und läuft weg. Mit der Zeit wird Molly immer beliebter bei ihren Schwestern, was Sasha nicht entgeht. Sie schenkt Molly als Zeichen ihrer Verbundenheit ein Armband. Am nächsten Morgen wird dieses Armband von Cotton Roberts als ihr eigenes identifiziert. Sasha unterstellt Molly der Kleptomanie und zeigt den andern Mollys Zimmer, welches aus gestohlenen Wertgegenstände der anderen Mitstudenten besteht.
Währenddessen erhält sie den Auftrag, Nicholas, der mit Alex befreundet ist, besser kennenzulernen. Die beiden gehen miteinander aus, und Molly erfährt einiges über ihn. Die beiden küssen sich zum Abschied, und Molly muss sich eingestehen, dass sie sich in Nicholas verliebt hat. Zur selben Zeit kommt Molly auch Alex näher und erfährt, dass diese eine Affäre mit Professor Talloway hat. Außerdem berichtet Armon ihr, dass Bizzy ermordet wurde und ein Verräter sein Unwesen auf dem Campus treibt. Molly berichtet Armon, was sie bisher herausgefunden hat und möchte Informationen über Sasha haben, da sie glaubt, dass diese nicht die Wahrheit sagt. Molly schleicht sich heimlich in Sashas Zimmer und findet dort ein Jahrgangsbuch. Sie konfrontiert Sasha mit ihrem Wissen, dass diese in Wahrheit Suzy Walters ist. Suzy/Sasha gesteht dies und bittet Molly nichts zu sagen, da sie früher eine unbeliebte Außenseiterin war und nun endlich ihren Traum lebt. Molly will nur, dass sie den anderen die Wahrheit über die gestohlenen Sachen sagt. Dies tut Suzy/Sasha und gesteht, dass sie unter Kleptomanie leidet.
Bei ihrem nächsten Treffen mit Armon erfährt sie, dass Nicholas der Verräter ist. Molly will dies zunächst nicht glauben, wird dann aber von Armon vom Gegenteil überzeugt. Auf einer Party stellt sie ihn zur Rede, der jedoch keine Ahnung hat, wovon Molly redet. Sie ist so wütend, dass sie Nicholas K. o. schlägt. Sie sieht wie Alex in ein Auto steigt, weg fährt und von einem anderen Auto verfolgt wird. Molly schnappt sich Nicholas Motorrad und fährt ihnen nach. Sie kommt zum Haus von Professor Talloway und findet dort Unterlagen, die belegen, dass Talloway vom FBI kommt. Kurz darauf wird sie von einem Unbekannten angegriffen, dem die Flucht gelingt. Molly wird sofort klar, dass Armon kein FBI-Agent ist, sondern der Verräter. Sie findet Talloway verletzt vor, der ihr sagt, dass Armon Alex entführt hat. Molly setzt sich mit Armon in Verbindung und sagt ihm, dass sie die Dokumente hat. Sie trifft sich mit ihm auf dem Campus, doch Armon schafft es Molly in seine Gewalt zu bekommen. Im Studentenwohnheim kommt es zwischen Armon und Molly zu Kampf, in denen sich auch noch Nicholas und Mollys Vater einmischen. Letzterem gelingt es Armon zu überwältigen.
Am Ende beschließt Molly weiter aufs College zu gehen und ihr Vater erhält seinen Job als Polizist zurück. Sie und Nicholas werden ein Paar und Molly arbeitet nebenbei als Privatdetektivin für die Studenten-Verbindung.

## Produktion
Im Frühjahr 2010 wurde bekannt gegeben, dass Miley Cyrus die Hauptrolle in der Actionkomödie erhalten hat. Man plante zunächst den Film in Sydney, Australien zu drehen. Dies Pläne wurden jedoch verworfen. Die Dreharbeiten begannen am 13. Dezember 2010 in New Orleans, Louisiana an der Tulane University. Im Januar 2011 wurden die Dreharbeiten abgeschlossen. Im August 2011 wurden einige Szenen an der University of California in Los Angeles nachgedreht.

### Synchronisation
Die deutsche Synchronisation erfolgte bei PPA Film GmbH Pierre Peters-Arnolds in München. Buch und Regie: Solveig Duda.
| Rolle            | Darsteller            | Deutsche Sprecher |
| ---------------- | --------------------- | ----------------- |
| Molly            | Miley Cyrus           | Shandra Schadt    |
| Armon            | Jeremy Piven          | Martin Halm       |
| Cameron Harrison | Cameron Deane Stewart | Roman Wolko       |

## Veröffentlichung
Im März 2011 kündigte Exclusive Media Group an, dass The Weinstein Company die US-Vertriebsrechte für den Film erworben haben und den Film im Oktober 2011 veröffentlicht werden.
Allerdings kam der Film im Oktober 2011 nicht in die US-amerikanischen Kinos. Im Oktober 2012 wurde der britische Kino-Trailer veröffentlicht, in dem der Film für den 7. Dezember 2012 angekündigt wurde. Millennium Films gab im Herbst 2012 bekannt, dass der Film in den USA als Direct-to-Video-Veröffentlichung am 5. Februar 2013 erscheinen wird. In Deutschland ist der Film am 11. April 2013 ebenfalls direkt auf DVD erschienen.

## Rezeption

### Einspielergebnis
Bislang spielte der Film weltweit 2,56 Millionen US-Dollar ein.

### Kritiken
Auf der Seite Rotten Tomatoes wurden sechs von 16 Rezensionen als positiv angesehen. Bei den Zuschauern stimmten 49 % für den Film.

„Es gibt in ‚So undercover‘ hier und da ein paar passable Szenen und insgesamt ist der Film eine leichte Verbesserung zu Cyrus letzter Komödie ‚LOL‘, aber das Talent-Vakuum im Kern, saugt die letzte Luft aus der ganzen Sache.“

„Schwaches Vehikel für das einstige Teenie-Idol Miley Cyrus vor ihrem radikalen Image-Wechsel zum Skandal-Pop-Sternchen. Dramaturgisch nicht mehr als ein Abklatsch von Erfolgsfilmen wie ‚Miss Undercover‘.“